# Saint-Martin-sous-Vigouroux
Saint-Martin-sous-Vigouroux település Franciaországban, Cantal megyében. Lakosainak száma 219 fő (2022. január 1.). Saint-Martin-sous-Vigouroux Thérondels, Brezons, Malbo, Narnhac, Paulhenc és Pierrefort községekkel határos.

## Népesség
A település népessége az elmúlt években az alábbi módon változott:
| Lakosok száma | 418  | 382  | 357  | 270  | 248  | 245  | 236  | 226  | 223  | 219  |
|               | 1968 | 1982 | 1990 | 2006 | 2013 | 2015 | 2017 | 2019 | 2020 | 2022 |